# Neptun-Schwimmhalle

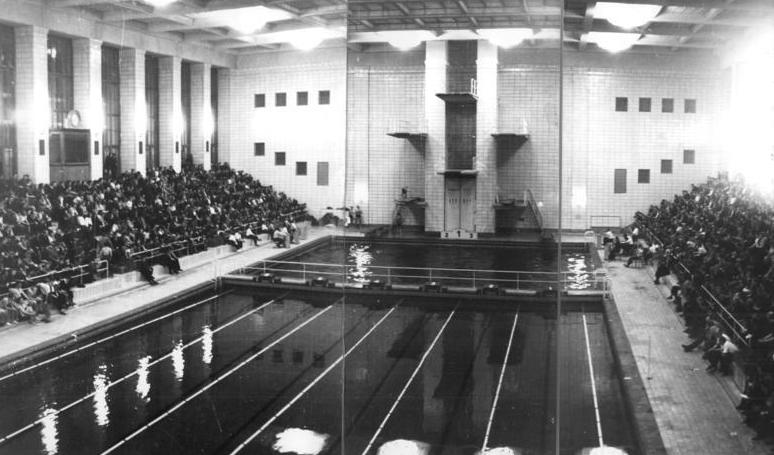
Innenansicht der Schwimmhalle, Foto von 1955

Das Hallenschwimmbad „Neptun“ in Rostock wurde am 7. Oktober 1955 nach drei Jahren Bauzeit eröffnet und war damals eine der modernsten Schwimmhallen Europas.

## Lage
Die Neptun-Schwimmhalle befindet sich im Rostocker Ortsteil Hansaviertel in der Kopernikusstraße 17. In der Nähe befinden sich weitere Sportstätten, u. a. das Ostseestadion, das Leichtathletikstadion Rostock sowie die Eishalle. Auch der Stadtpark Barnstorfer Wald und die CJD Jugenddorf-Christophorusschule liegen in der Umgebung der Schwimmhalle.

## Geschichte
Im Dezember 1956 trafen sich zum Internationalen Springertag in der Neptun-Schwimmhalle erstmals Wasserspringer aus damals sieben Nationen. Seitdem findet dieser Wettkampf jedes Jahr in Rostock statt. Er hat sich zu einem wichtigen internationalen Event entwickelt.
1958 wurde zudem ein Außenbecken mit acht Wettkampfbahnen und einem zehn Meter hohen Sprungturm errichtet. Dieses ist jedoch seit 1988 wegen baulicher Mängel geschlossen.
Seit 1971 ist die Neptun-Schwimmhalle die Trainings- und Spielstätte des erfolgreichen Wasserballvereins HSG Warnemünde mit ca. 70 Mitgliedern.
Der Bau hat sakralen Charakter, was sich durch Anlehnung an Kirchengebäude zeigt (z. B. Alte Nazarethkirche in Berlin). Die Architektur vereint den für Hansestädte typischen roten Backstein mit Elementen des sozialistischen Klassizismus.

## Einrichtung
Das Hallenbad Schwimmhalle Neptun verfügt über zwei Sportbecken sowie ein als Lehrschwimmhalle genutztes Nichtschwimmerbecken. Das erste Sportbecken hat sechs Bahnen mit einer Bahnlänge von 25 m. Das zweite Sportbecken hat eine Bahnlänge von 50 m.
Ein 10-m-Sprungturm an einem separaten Sprungbecken ist ebenfalls vorhanden.
Im Gebäude des Schwimmbads befinden sich auch eine öffentliche Cafeteria, ein Frisör und ein Kosmetikstudio.